# Oatly
Oatly Group AB — шведская компания пищевой промышленности. Занимается производством продуктов питания из овса для замены аналогичных молочных продуктов.

## Продукция
Oatly производит большое количество видов продукции, изготовленной из овса:
- овсяное молоко
- мороженое
- холодный кофе
- заменители йогурта (Oatgurt)
- сливки
- заварной крем
- спреды.

Во всех продуктах отсутствует молоко и они являются веганскими. Кроме того, в продуктах отсутствует соя.

## Собственники
До выхода на биржу в 2021 году контрольный пакет компании принадлежал Nativus Company Limited (55,9%). По итогам первичного размещения акций ее доля должна будет упасть до 45-47% капитала. Nativus Company Limited является дочерней компанией China Resources Verlinvest Health Investment Ltd. (“CRVV”), зарегистрированной в Гонконге и контролируемой китайской  госкомпанией China Resources.
Совокупная доля братьев Эсте, основавших компанию, не превышает 10%.